# London Sessions (албум трија Влатка Стефановског)
London Sessions је албум трија македонског гитаристе Влатка Стефановског из 2024. Цео материјал је снимљен у лондонском студију Abbey Road Studios. Албум је издат на двоструком компакт диску, а најављено је и издање на три грамофонске плоче.

## Позадина
Стефановски је у току 2024. обележио велики јубилеј, пола века каријере. Поводом тога отпочео је серију концерата по региону, као и Лондону. Остварио је сарадњу са хрватском певачицом Миом Димшић на албуму Друштвена правила. Са Дадом Топићем је снимио песму „Само за њу” 2022. У оквиру едиције Greatest Hits Collection, Croatia Records издаје компилацију највећих хитова стваране у току Влаткове соло каријере.
Члан трија Иван Кукић је започео соло каријеру објавивши сингл првенац „Балада о једној љубави”. Захваљујући успеху прве песме Кукић издаје песму „Друмови”, а потом и албум Sunday vibes. Међу гостима на том албуму били су и Влатко и његов син Јан.

## Албум
Први сингл са овог албума је препев песме „While My Guitar Gently Weeps“ Џорџа Харисона. Други сингл је био новија верзија песме „Gipsy song“,  а потом је изашла прерађена верзија песме „Македонско девојче“.
Омот албума је инспирисан омотом албума Abbey Road групе The Beatles.

## Топ листе

### Недељна листа
| Tоп листа | Највиша позиција |
| --------- | ---------------- |
| ХР топ 40 | 11               |

| Tоп листа | Највиша позиција |
| --------- | ---------------- |
| ХР топ 40 | 7                |